# Замок в Дембно
Замок Дембно (пол. Zamek w Dębnie) — крепость в стиле поздней готики, построенная в 1470—1480 годах Великим канцлером короны, кастеляном Краковским Якубом Дембинским. Расположена около Дембно Бжеского повята Малопольского воеводства в Польше.

## История
До постройки кирпичного здания на этом месте располагалась деревянно-земляная крепость, построенная в форме овала (размером 30 х 60 м). Укрепление окружал ров с насыпью. Вероятно, с 1274 года эти земли принадлежали роду Гриффинов. Позже деревня и цитадель управлялись семьёй Побоговых. А примерно в середине XVI века Дембно перешло в руки влиятельной семьи Одровых. Якуб Дембинский инициировал и профинансировал строительство полноценного замка в том виде, который частично можно увидеть сегодня.
В 1586 году замок подвергся серьёзной перестройке. Здания реконструировали в стиле ренессанс. В то время крепость принадлежала венгерскому магнату Францишку (Ференцу) Весселини, личному секретарю короля Стефана Батория. Весселини, получивший в качестве вознаграждения замок, поручил строительные работы каменщику Яну де Симони.
Ещё одна реконструкция произошла в конце XVIII века, когда владельцами замка были членами семьи Тарловых. Об этом в том числе напоминает дата 1772 года на фасаде главного здания. В то время было перестроено северное крыло резиденции. Замок несколько раз ремонтировался новыми владельцами (после Тарловых им владели ещё несколько родов: Ланкороноцкие, Рогавские, Рудницкие, Сплавские и Ястржембские). К счастью, эти ремонтные работы не изменили общий вид здания.

## Архитектура
Резиденция построена из кирпича с особой резьбой. В качестве фундамента использовались огромные валуны. Само сооружение имеет форму неправильного четырёхугольника. Внутри замка расположен внутренний двор с колодцем. 
В крепость ведут единственные ворота, оформленные в стиле барокко. Комнаты на первом этаже были предназначены для слуг. Господа жили на втором этаже в богато отделанных помещениях. В восточной части замка расположены два эркера. Наружные стены здания украшены геометрическими узорами и гербами.
С восточной стороны замка была пристроена часовня, которую снесли в 1777 году.

## Современное состояние
В 1945 году замок перешёл во владение городских властей. В 1970—1978 годах он подвергся тщательной реконструкции. А с 1978 года в комплексе разместился филиал Краеведческого музея Тарнова.

## Галерея

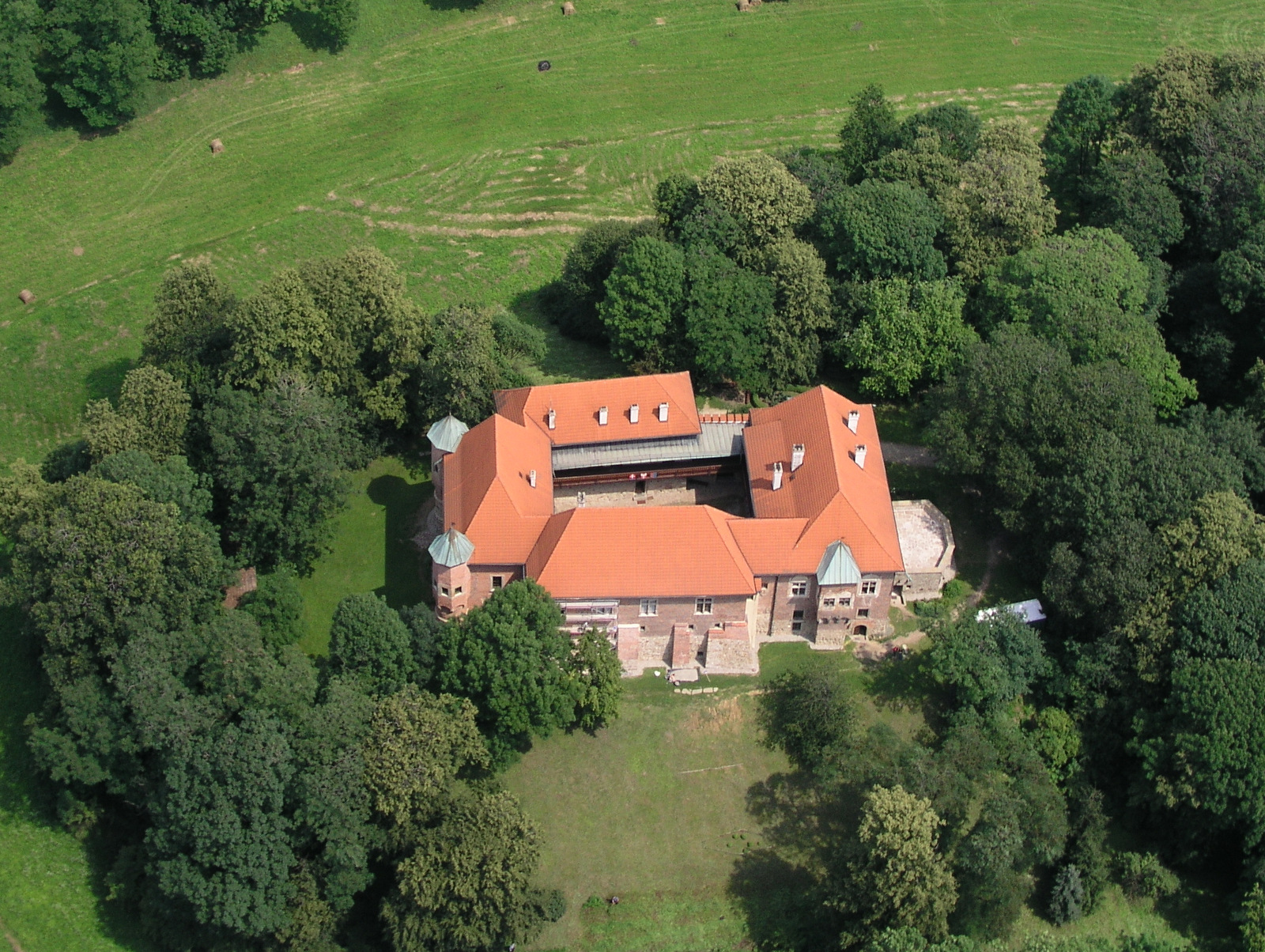
Замок с высот птичьего полёта
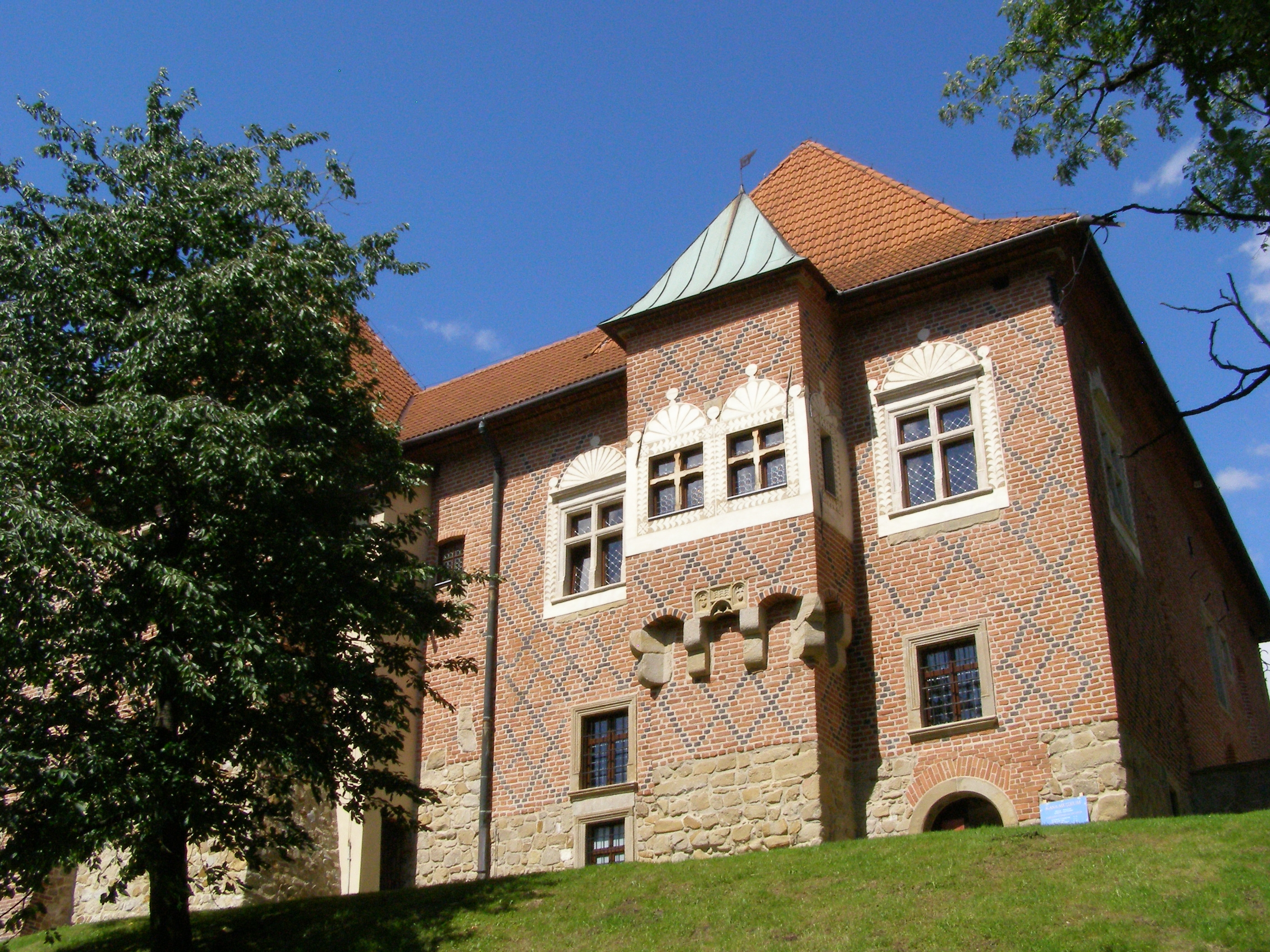
Боковой фасад
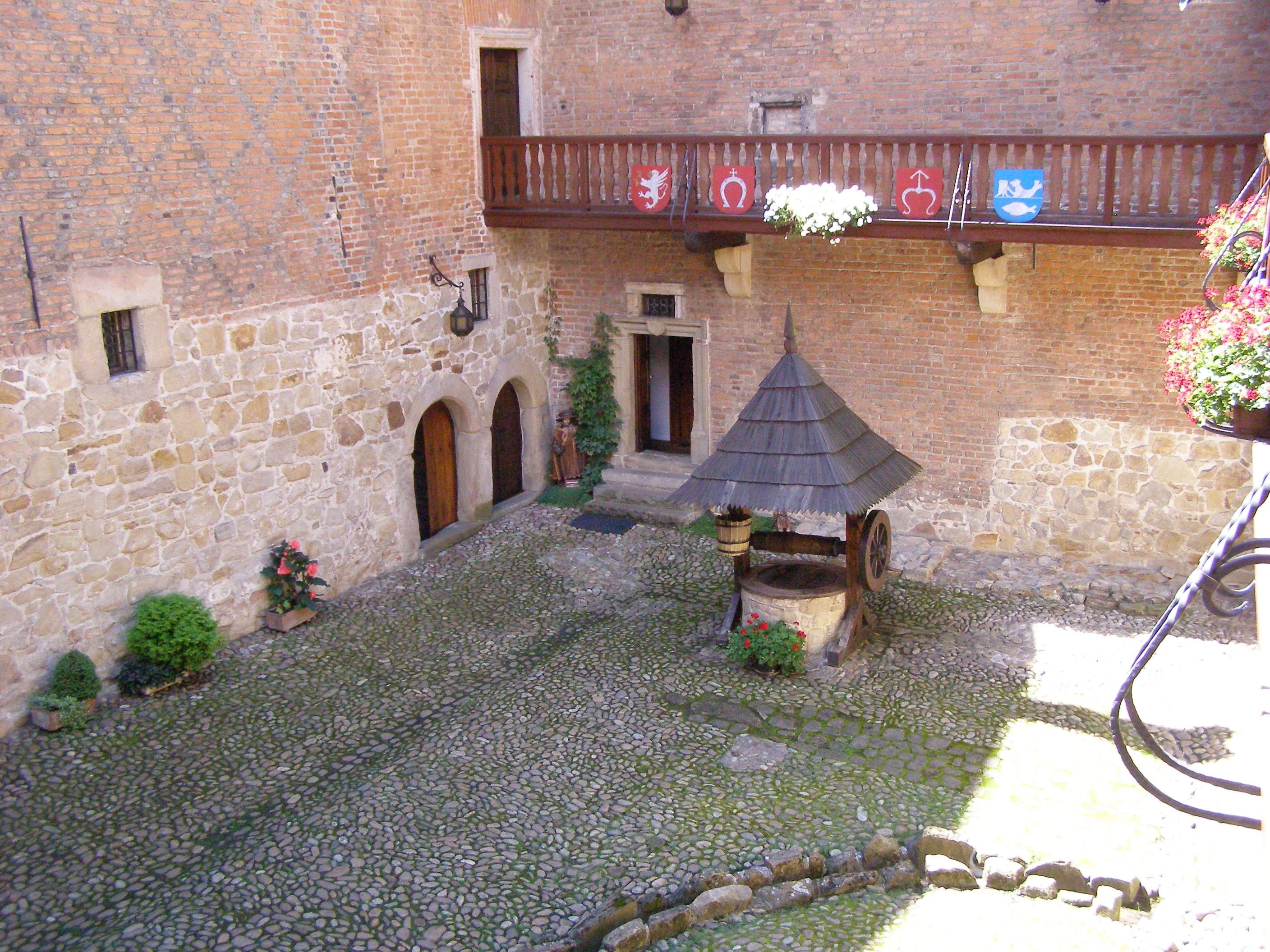
Внутренний двор и колодец
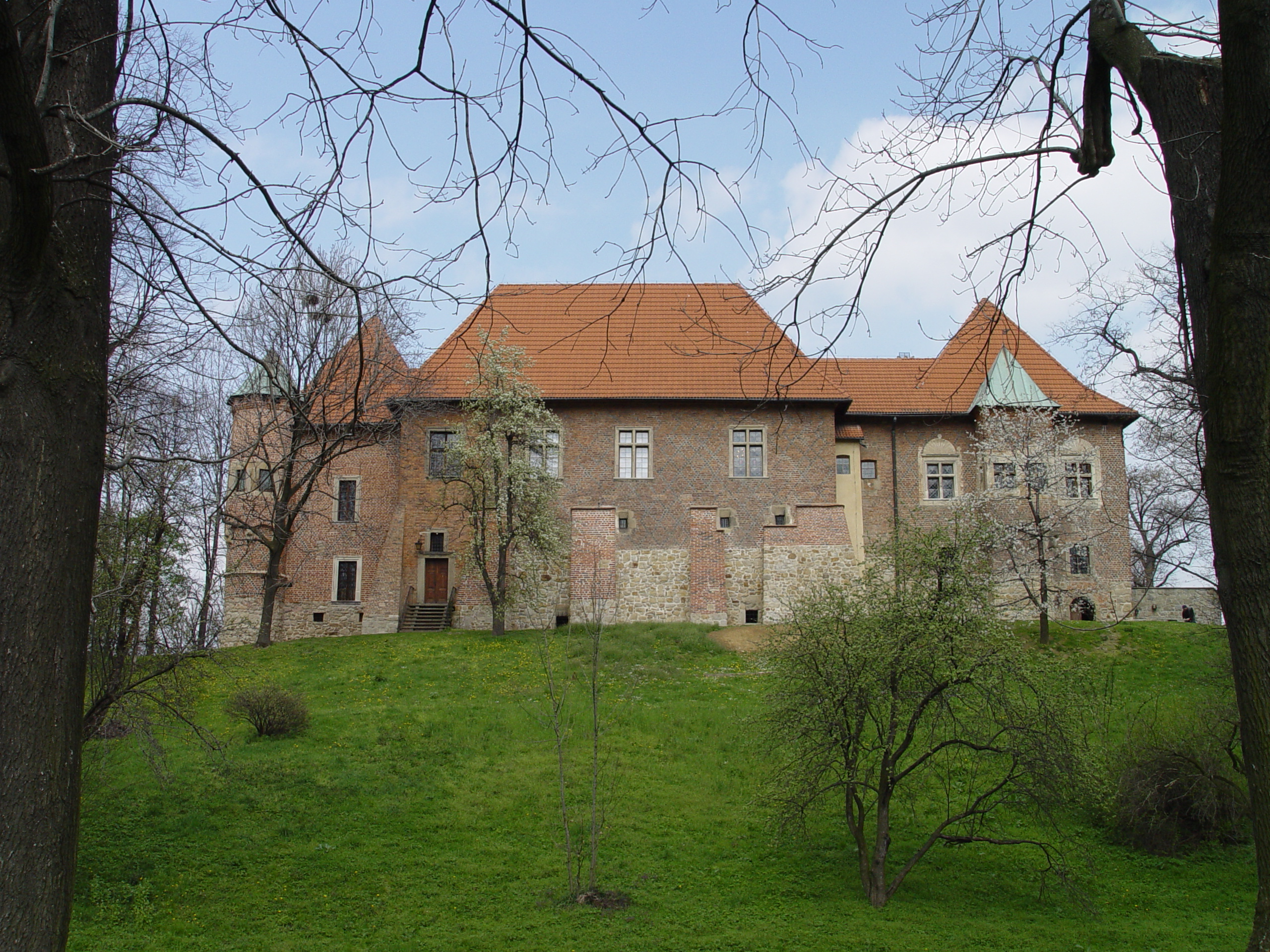
Вид замка из парка
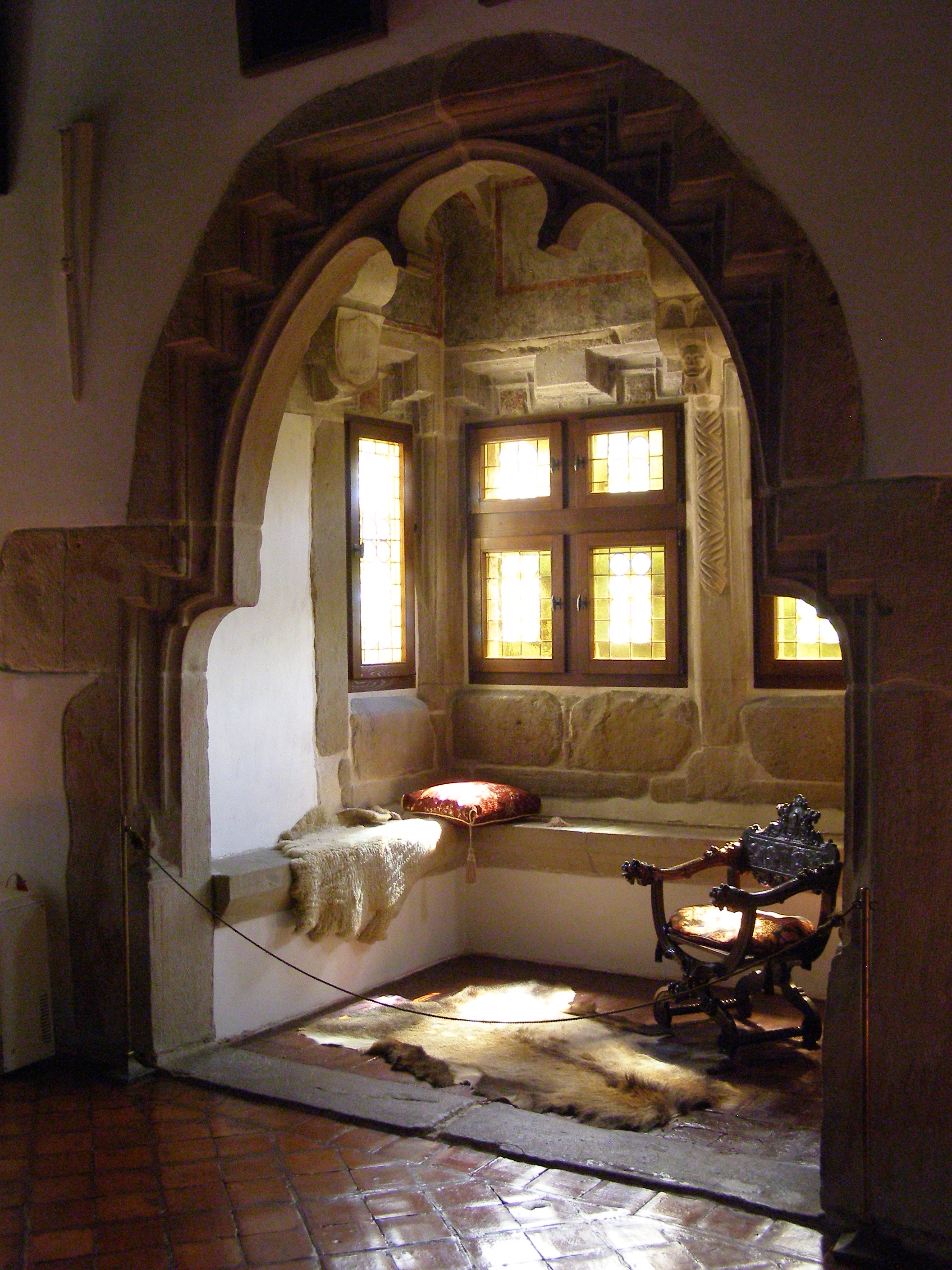
Одно из помещений замка